# 病毒非结构蛋白
病毒非结构蛋白（常缩写为NS）是两大类病毒基因组编码的蛋白之一，与另一大类病毒结构蛋白不同点在于，病毒非结构蛋白并不组装为成熟的，带有感染力的病毒，而是在病毒生命週期中的辅助蛋白质，有调控宿主基因组的转录因子、自身复制所需的酶（如RNA複製酶）等。

## 例子
- 乙型肝炎核心抗原（HBcAg）
- 丙型肝炎病毒非结构蛋白3（NS3）
- 3C样蛋白酶（3CLpro）